# Odontonema tubaeforme
Odontonema tubaeforme là một loài thực vật có hoa trong họ Ô rô. Loài này được (Bertol.) Kuntze mô tả khoa học đầu tiên năm 1891.

## Hình ảnh

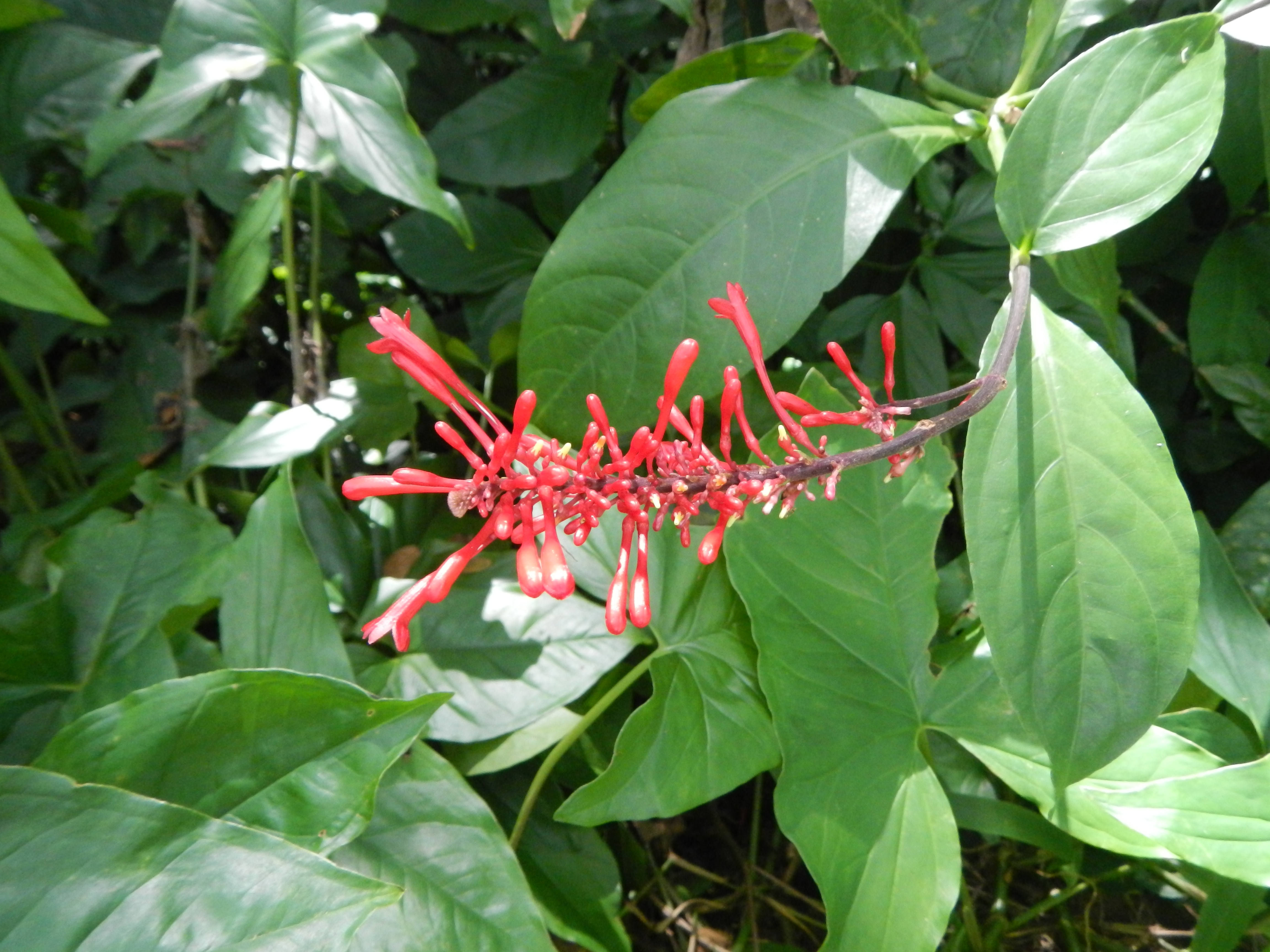
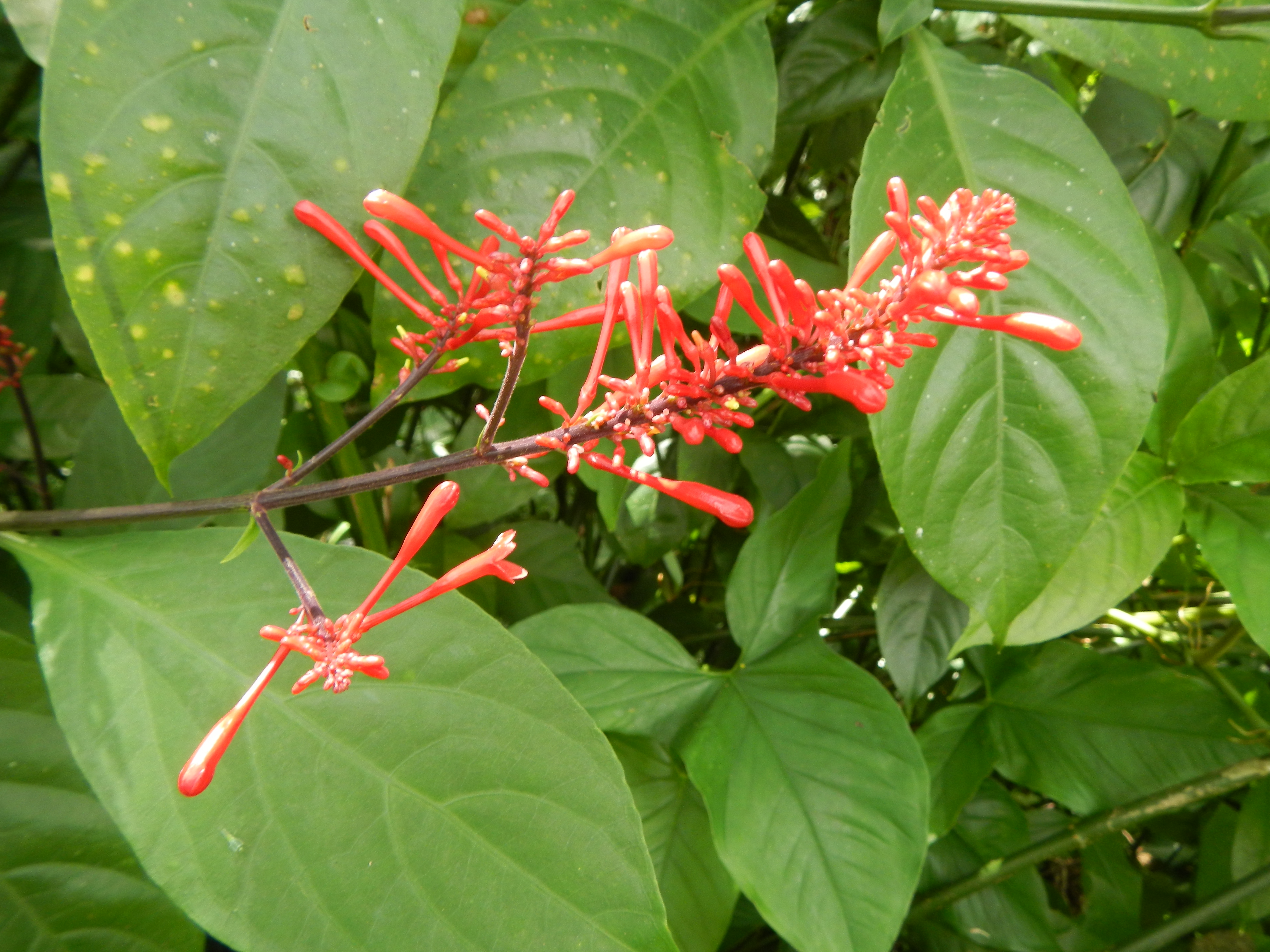
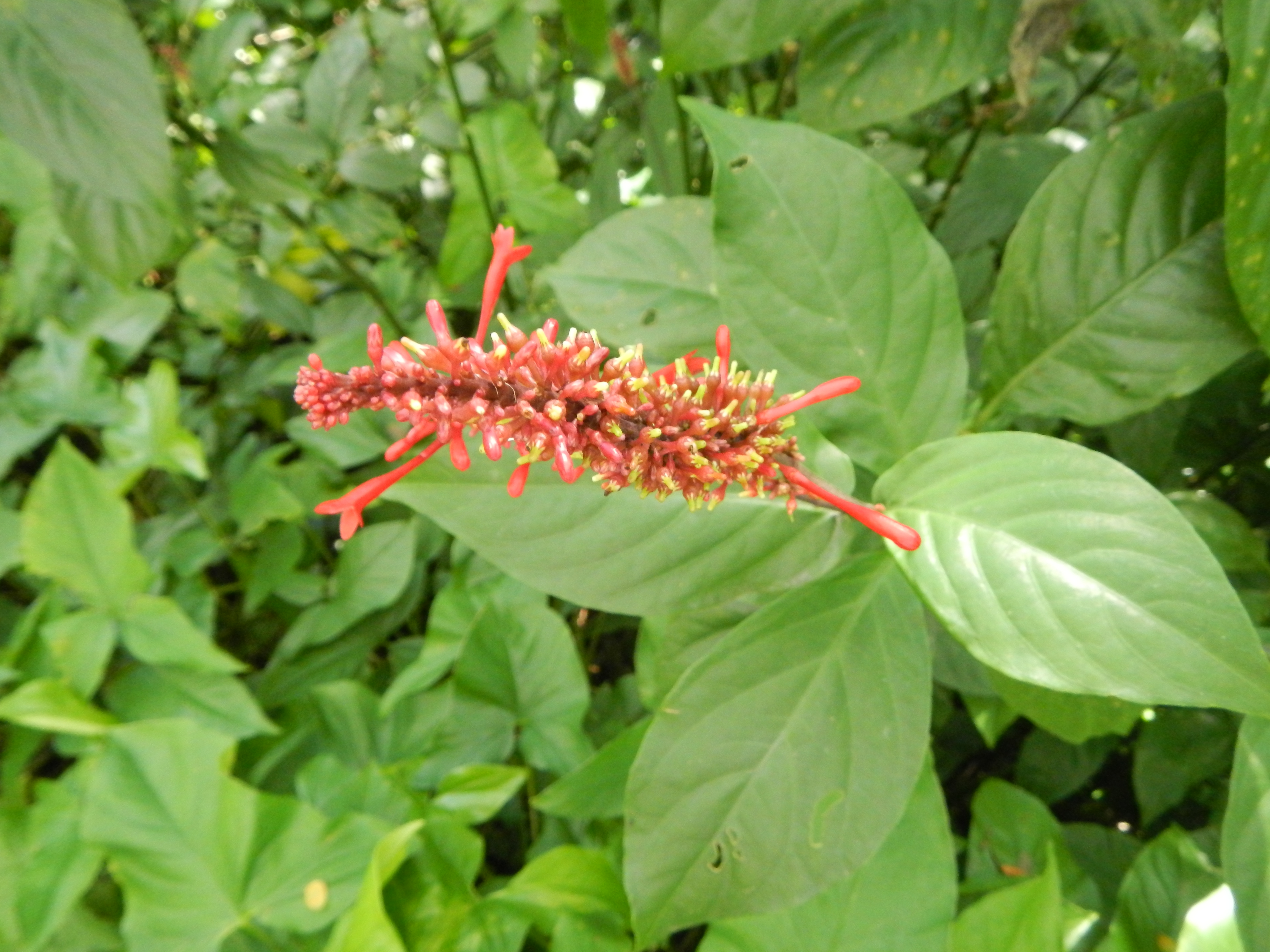
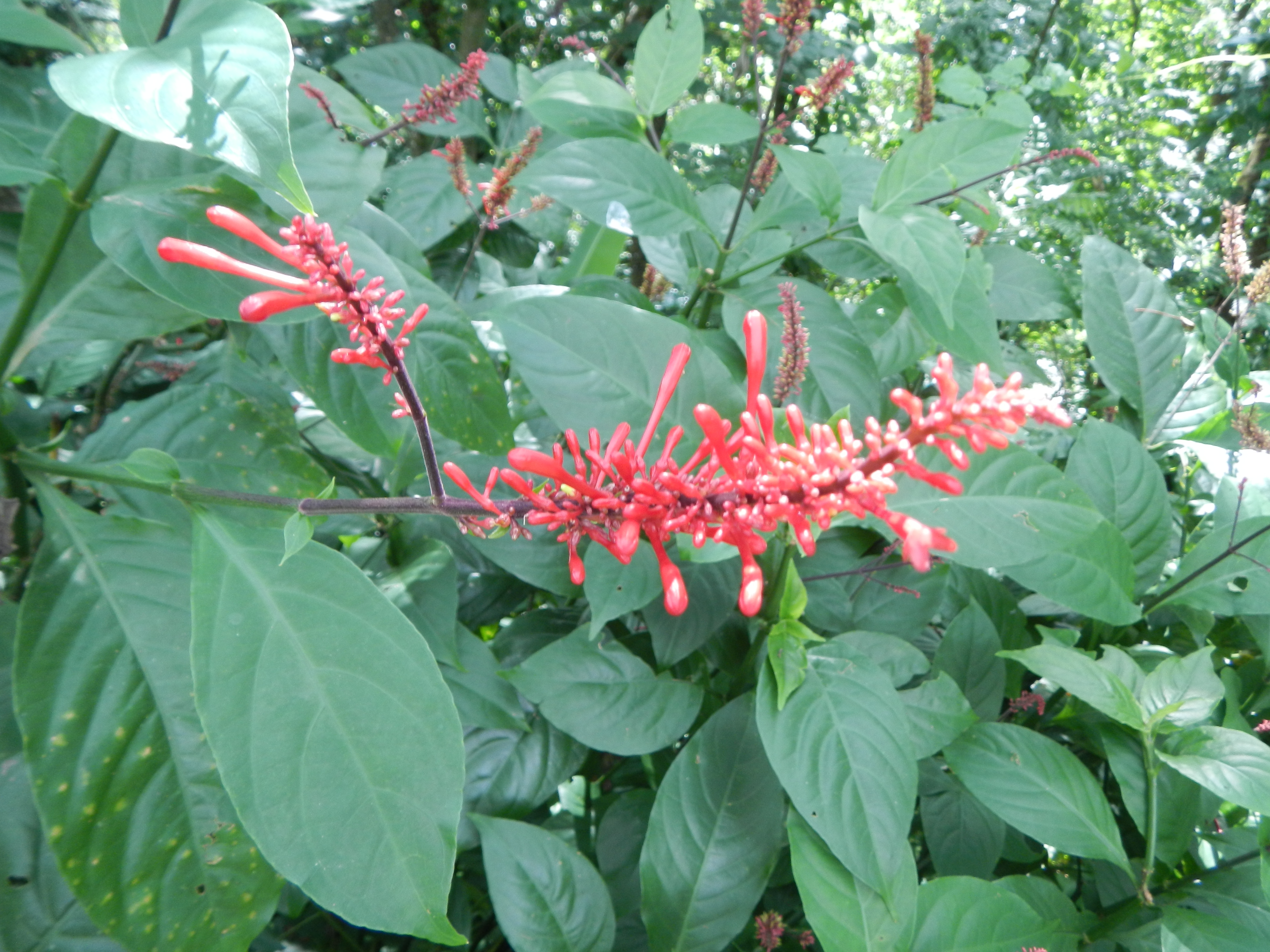